# Marine Vallet
Marine Vallet, née le 9 septembre 1993 à Dunkerque, est une athlète française, spécialiste du saut en hauteur.

## Biographie
Le 25 juin 2016, Marine Vallet est sacrée championne de France avec un saut à 1,88 m, nouveau record personnel. Elle échoue par trois fois à 1,92 m, barre synonyme de minimas pour les Championnats d'Europe d'Amsterdam.
Le 18 février 2017, elle conserve son titre national en salle avec un saut à 1,86 m. Elle échoue par 3 fois à 1,90 m, hauteur qui lui aurait permis une participation aux Championnats d'Europe en salle de Belgrade. Le 17 février 2018, elle remporte son troisième titre en salle et égale son record personnel à 1,87 m.

## Palmarès

### International
| Date | Compétition                       | Lieu      | Résultat | Marque |
| ---- | --------------------------------- | --------- | -------- | ------ |
| 2016 | DécaNation                        | Marseille | 3e       | 1,79 m |
| 2017 | Championnats d'Europe par équipes | Lille     | 11e      | 1,80 m |

### National
- Championnats de France d'athlétisme :
  - Saut en hauteur : vainqueur en 2016, 2e en 2014, 3e en 2015
- Championnats de France d'athlétisme en salle :
  - Saut en hauteur : vainqueur en 2016, 2017 et 2018, 3e en 2019

## Records
| Épreuve         | Épreuve   | Marque | Lieu           | Date                            |
| --------------- | --------- | ------ | -------------- | ------------------------------- |
| Saut en hauteur | Plein air | 1,88 m | Angers         | 25 juin 2016                    |
| Saut en hauteur | Salle     | 1,87 m | Aubière Liévin | 27 février 2016 17 février 2018 |